# 로렌 (축구 선수)
로레아노 비상에탐 마예(프랑스어: Laureano Bisan-Etame Mayer, 1977년 1월 19일 ~ )는 흔히 로렌(Lauren)이라는 이름으로 알려져 있는 카메룬의 전 축구 선수로, 과거 라이트 백으로 활약하였다. 그는 아스널 소속 당시 여러 개의 트로피를 거머쥐었으며, 특히 2003-04 시즌 프리미어리그 무패 우승의 주역 중 하나로 활약하였다.